# Newbold Verdon
Newbold Verdon – wieś i civil parish w Anglii, w hrabstwie Leicestershire, w dystrykcie Hinckley and Bosworth. Leży 14 km na zachód od miasta Leicester i 150 km na północny zachód od Londynu. W 2011 civil parish liczyła 3012 mieszkańców. Newbold Verdon jest wspomniana w Domesday Book (1086) jako Niwebold.